# Provincia Lleida
Lleida (în occitană Lhèida ,în spaniolă Lérida) este o provincie din comunitatea autonomă Catalonia (Spania). Capitala sa este orașul Lleida.

Diviziunile Provinciei Lleida

## Localități
- Lleida
- Arbeca